# Tetraloniella fulvescens
Tetraloniella fulvescens là một loài Hymenoptera trong họ Apidae. Loài này được Giraud mô tả khoa học năm 1863.